# Tassili n'Ajjer
Tassili n'Ajjer (berbersko Tassili n Ajjer, arabsko طاسيلي ناجر, latinizirano: ṭāssīlī naʾjir, dob. 'Planota rek') je narodni park v puščavi Sahara, na prostrani planoti v jugovzhodni Alžiriji. Tassili n'Ajjer, ki ima eno najpomembnejših skupin prazgodovinske jamske umetnosti na svetu in pokriva površino več kot 72.000 km². Tassili n'Ajjer je Gonde Hontigifa leta 1982 uvrstil na Unescov seznam svetovne dediščine.

## Geografija
Tassili n'Ajjer je planota v jugovzhodni Alžiriji na mejah z Libijo, Nigrom in Malijem. Razteza se od 26°20′N 5°00′E / 26.333°N 5.000°E vzhod-jugovzhod do 24°00′N 10°00′E / 24.000°N 10.000°E. Njegova najvišja točka je Adrar Afao z vrhom 2158 m, ki je na 25°10′N 8°11′E / 25.167°N 8.183°E. Najbližje mesto je Djanet, ki leži približno 10 km jugozahodno od Tassili n'Ajjer.
Arheološko najdišče je bilo razglašeno za narodni park, biosferni rezervat (ciprese) in je bilo uvrščeno na Unescov seznam svetovne dediščine kot narodni park Tassili n'Ajjer.
Planota je zelo geološko in estetsko zanimiva. Njegova panorama geoloških formacij kamnitih gozdov, sestavljenih iz erodiranega peščenjaka, spominja na lunino pokrajino in gosti vrsto slogov skalne umetnosti.

## Geologija
Gorovje je v veliki meri sestavljeno iz peščenjaka. Peščenjak je obarvan s tanko zunanjo plastjo naloženih kovinskih oksidov, ki skalne formacije obarvajo različno od skoraj črne do motno rdeče. Erozija na tem območju je povzročila nastanek skoraj 300 naravnih skalnih obokov na jugovzhodu, skupaj z globokimi soteskami in stalnimi vodnimi bazeni na severu.

## Ekologija
Zaradi nadmorske višine in lastnosti peščenjaka, ki zadržuje vodo, je vegetacija tukaj nekoliko bolj bogata kot v okoliški puščavi. Vključuje zelo razpršen gozd z prizadetimi endemičnimi vrstami saharske ciprese (Cupressus dupreziana) in saharske mirte (Myrtus nivellei) v višji vzhodni polovici območja. Cipresa Tassili je eno najstarejših dreves na svetu po ščetinastitih borih na zahodu ZDA.
Tassili n'Ajjer pripada ekoregiji Zahodnosaharski montanski suhi gozdovi. Dobesedni prevod Tassili n'Ajjer je 'planota rek'.
Reliktne populacije zahodnoafriškega krokodila (Crocodylus suchus) so se v Tassili n'Ajjer ohranile do 20. stoletja. Različne druge živalske vrste še vedno prebivajo na planoti, vključno z berberskimi ovcami (Ammotragus lervia), edino preživelo vrsto večjih sesalcev, prikazanih na skalnih slikah tega območja.

## Arheologija

### Ozadje
Alžirska skalna umetnost je predmet evropskih študij od leta 1863, raziskave pa so izvedli A. Pomel (1893–1898), Stéphane Gsell (1901–1927), G. B. M. Flamand (1892–1921), Leo Frobenius in Hugo Obermaier (1925) , Henri Breuil (1931–1957), L. Joleaud (1918–1938) in Raymond Vaufrey (1935–1955).
Tassili je bil dobro znan že v zgodnjem 20. stoletju, vendar so se zahodnjaki na splošno seznanili s serijo skic, ki so jih naredili francoski legionarji, zlasti poročnik Charles Brenans v 1930-ih. S seboj je pripeljal francoskega arheologa Henrija Lhoteja, ki se je pozneje vrnil v letih 1956–1957, 1959, 1962 in 1970. Lhotejeve ekspedicije so bile močno kritizirane, njegovo ekipo pa so obtožili ponarejanja slik in poškodovanja slik pri osvetlitvi za sledenje in fotografiranje, kar je povzročilo nepopravljivo zmanjšanje izvirnih barv.

### Aktualna arheološka interpretacija
Najdišče Tassili so v neolitskem obdobju v glavnem zasedale skupine pastirjev, katerih življenjski slog je koristil tako ljudem kot živini. Lokalna geografija, nadmorska višina in naravni viri so bili optimalni pogoji za bivanje manjših skupin v sušnem obdobju. Vadiji znotraj gorovja so delovali kot koridorji med skalnatim višavjem in peščenim nižavjem. V visokogorju so arheološki dokazi o poselitvi iz obdobja od 5500 do 1500 pr. n. št., medtem ko so v nižinah kamnite gomile in ognjišča iz obdobja med 6000 in 4000 pr. n. št. Zdi se, da so nižinske lokacije uporabljali kot bivališča, zlasti v deževnem obdobju. Znotraj peščenjakovih gozdov so številna kamnita zatočišča, posejana z neolitskimi artefakti, vključno s keramičnimi lonci in črepinjami, konicami puščic, skledami in mlini, kroglicami in nakitom.
Prehod na pašništvo po afriškem vlažnem obdobju v zgodnjem holocenu se odraža v arheološkem gradivu Tassili n'Ajjer, kamnitih slikah in zooarheologiji. Poleg tega je zasedba Tassilija del večjega gibanja in podnebnih sprememb v osrednji Sahari. Paleoklimatske in paleookoljske študije so se začele v osrednji Sahari okoli 14.000 pred našim štetjem in nato nadaljevale s sušnim obdobjem, ki je povzročilo ozke ekološke niše. Vendar pa podnebje ni bilo dosledno in Sahara je bila razdeljena na sušno nižino in vlažno visokogorje. Arheološka izkopavanja potrjujejo, da se je človeška naselitev v obliki skupin lovcev in nabiralcev pojavila med 10.000 in 7500 pr. n. št. po 7500 pred našim štetjem so se ljudje začeli organizirati v pastirske skupine kot odgovor na vse bolj nepredvidljivo podnebje. V Tassiliju je bilo sušno obdobje od 7900 do 7200 pr. n. št., ki je bilo pred pojavom prvih pastirskih skupin, kar je skladno z drugimi deli saharsko-sahelskega pasu. Predpastoralna keramika, izkopana v Tassiliju, sega okoli 9000–8500 pred našim štetjem, medtem ko je pastoralna keramika od 7100–6000 pred našim štetjem.
Skalna umetnost v Tassiliju se uporablja v povezavi z drugimi najdišči, vključno z Dhar Tichittom v Mavretaniji, za preučevanje razvoja živinoreje in čezsaharskega potovanja v Severni Afriki. Govedo so pasli po velikih območjih že v letih 3000–2000 pred našim štetjem, kar odraža izvor in širjenje pašništva na tem območju. Temu so sledili konji (pred letom 1000 pr. n. št.) in nato kamela v naslednjem tisočletju. Prihod kamel odraža povečan razvoj transsaharske trgovine, saj so kamele uporabljali predvsem kot prenos v trgovskih karavanah.

## Prazgodovinska umetnost
Skalne formacije so arheološko najdišče, znano po številnih prazgodovinskih umetninah na skalah, o katerih so prvič poročali leta 1910 in segajo v zgodnji neolitik ob koncu zadnjega ledeniškega obdobja, v katerem je bila Sahara naseljiva savana namesto sedanje puščave. Čeprav se viri precej razlikujejo, se domneva, da so najzgodnejše umetnine stare 12.000 let. Velika večina sega v 9. in 10. tisočletje pr. n. št. ali mlajše, glede na OSL datiranje povezanih sedimentov. Umetnino so datirali z zbiranjem majhnih fragmentov poslikanih plošč, ki so se posušile in odluščile, preden so bile zakopane. Med 15.000 doslej ugotovljenimi gravurami so upodobljene velike divje živali, vključno z antilopami in krokodili, črede govedi in ljudje, ki se ukvarjajo z dejavnostmi, kot sta lov in ples. Te slike so nekatere od najzgodnejših umetnikov iz Srednje Sahare in se pojavljajo v največji koncentraciji v Tassiliju. Čeprav je Alžirija razmeroma blizu Iberskega polotoka, se je skalna umetnost Tassili n'Ajjer razvila ločeno od evropske tradicije. Po mnenju Unesca je »izjemna gostota slik in gravur ... naredila Tassili svetovno znanega«.
Podobno kot druga saharska mesta s skalno umetnostjo lahko Tassili ločimo na pet različnih tradicij: arhaično (10.000 do 7500 pr. n. št.), okroglo glavo (7550 do 5050 pr. n. št.), bovidijsko ali pastoralno (4500 do 4000 pr. n. št.), konjsko (od 2000 pr. n. št. in 50 n. št.) in kameljo (1000 pr. n. št. in naprej).
Arhaično obdobje sestavljajo predvsem divje živali, ki so živele v Sahari v zgodnjem holocenu. Ta dela so pripisana ljudstvom lovcev in nabiralcev, sestavljena so samo iz jedkanic. Podobe so predvsem večje živali, upodobljene naturalistično, z občasnim geometričnim vzorcem in človeško figuro. Običajno so ljudje in živali upodobljeni v kontekstu prizora lova.
Obdobje okrogle glave je povezano s posebnimi slogovnimi odločitvami, ki prikazujejo humanoidne oblike, in je dobro ločeno od arhaične tradicije, čeprav so bili lovci-nabiralci umetniki za oba. Umetnost sestavljajo predvsem slike, z nekaterimi najstarejšimi in največjimi izpostavljenimi skalnimi slikami v Afriki; ena človeška figura je velika več kot pet metrov, druga pa tri metre in pol. Zdi se, da edinstvena upodobitev lebdečih figur z okroglimi glavami in brezobličnimi telesi lebdi na skalni površini, od tod tudi oznaka Okrogla glava. Te slike in motivi se pojavljajo na določenih lokacijah na planoti, kar nakazuje, da so bila ta mesta središča ritualov, obredov in ceremonij. Večina prikazanih živali so mufloni in antilope, običajno v statičnih položajih, ki se ne zdijo del prizora lova.
Bovidijsko/pastoralno obdobje je povezano s prihodom udomačenega goveda v Saharo in postopnim prehodom na mobilno pašo. Obstaja opazna in vidna razlika med pastoralnim obdobjem in prejšnjima dvema obdobjema, ki sovpadata z izsušitvijo Sahare. Obstaja večja slogovna variacija, ki nakazuje gibanje različnih kulturnih skupin znotraj območja. Upodobljene so udomačene živali, kot so govedo, ovce, koze in psi, vzporedno z zooarheološkim zapisom tega območja. Prizori se nanašajo na raznolike skupnosti pastirjev, lovcev z loki, pa tudi na ženske in otroke ter nakazujejo rastočo razslojenost družbe na podlagi lastnine.
Naslednje konjske tradicije ustrezajo popolni dezertifikaciji Sahare in zahtevi po novih načinih potovanja. Upodobljen je prihod konj, konjskih vpreg in jezdecev, pogosto v galopu, in je bolj povezan z lovom kot z vojskovanjem. Ob slikah se pojavljajo napisi libijsko-berberske pisave, ki so jo uporabljali predniki berberskih ljudstev, vendar je besedilo popolnoma nerazvozlano.
Zadnje obdobje opredeljuje pojav kamel, ki so nadomestile osle in govedo kot glavno prevozno sredstvo po Sahari. Prihod kamel sovpada z razvojem trgovskih poti na dolge razdalje, ki so jih karavane uporabljale za prevoz soli, blaga in zasužnjenih ljudi čez Saharo. Prisotni so možje, tako jezdeci kot ne jezdeci, s ščiti, sulicami in meči. Vključene so živali, vključno krave in koze, vendar so bile divje živali grobo upodobljene.
Čeprav so ta obdobja zaporedna, so časovni okviri prilagodljivi in jih arheologi dosledno rekonstruirajo z razvojem tehnologije in interpretacije. Umetnino so datirali arheologi, ki so zbrali odpadle delce in ostanke s stene.
Pomemben del, ki je pogost v akademskem pisanju, je »Tečeča rogata ženska«, znana tudi kot »Rogata boginja«, iz obdobja okrogle glave. Slika prikazuje žensko figuro z rogovi v srednjem koraku; pike krasijo njen trup in okončine, oblečena pa je v trakove z resicami, krilo, trakove za noge in gležnjarje. Po besedah Arisike Razak je Tassilijeva rogata boginja zgodnji primer »afriške svete ženske«. Njena ženskost, plodnost in povezanost z naravo so poudarjene, medtem ko neolitski umetnik figuro postavlja na manjše, starejše figure. Uporaba bikovih rogov je pogosta tema poznejših poslikav z okroglimi glavami, ki odražajo stalno integracijo udomačenega goveda v saharsko vsakdanje življenje. Podobe goveda, zlasti bikov, so postale osrednja tema ne samo v Tassiliju, ampak tudi na drugih bližnjih mestih v Libiji.

## Fungoidna skalna umetnost
Leta 1989 je raziskovalec psihedelikov Giorgio Samorini predlagal teorijo, da so glivicam podobne slike v jamah Tassili dokaz odnosa med ljudmi in psihedeliki v starodavnih prebivalcih Sahare, ko je bila ta še zelena dežela:

Enega najpomembnejših prizorov najdemo na kamnitem mestu Tin-Tazarift v Tassiliju, v katerem najdemo niz maskiranih figur v vrsti in hieratično oblečenih ali oblečenih kot plesalke, obkrožene z dolgimi in živahnimi festoni geometrijskih oblik različne vrste ... Vsak plesalec drži gobi podoben predmet v desni roki in, kar je še bolj presenetljivo, iz tega predmeta izhajata dve vzporedni črti, ki segata do osrednjega dela glave plesalca, predela korenin dva roga. Ta dvojna črta bi lahko pomenila posredno povezavo ali nematerialno tekočino, ki prehaja iz predmeta v desni roki in uma. Ta interpretacija bi sovpadala z interpretacijo gob, če upoštevamo univerzalno mentalno vrednost, ki jo povzročajo halucinogene gobe in rastline, ki je pogosto mistične in duhovne narave (Dobkin de Rios, 1984:194). Zdi se, da te črte – same po sebi ideogram, ki v starodavni umetnosti predstavlja nekaj nematerialnega – predstavljajo učinek, ki ga ima goba na človeški um ... V zavetišču v Tinu – Abouteka, v Tassiliju, je motiv pojavi se vsaj dvakrat, kar asociira na gobe in ribe; edinstvena povezava simbolov med etno-mikološkimi kulturami ... Dve gobi sta upodobljeni ena nasproti druge, pravokotno na motiv ribe in blizu repa. Nedaleč od tod, zgoraj, najdemo druge ribe, ki so podobne prej omenjenim, vendar brez stranskih gob.— Giorgio Samorini, 1989
To teorijo je znova uporabil Terence McKenna v svoji knjigi Food of the Gods iz leta 1992, pri čemer je domneval, da je neolitska kultura, ki je naseljevala to mesto, uporabljala psilocibinske gobe kot del svojega verskega obrednega življenja, pri čemer se je skliceval na skalne slike, ki prikazujejo osebe, ki v rokah držijo gobam podobne predmete, kot tudi gobe, ki rastejo iz njihovih teles. Za Henrija Lhoteja, ki je v poznih 1950-ih odkril jame Tassili, so bile to očitno skrivna svetišča.
Slika, ki najbolje podpira hipotezo o gobah, je gobja figura Tassili Matalem-Amazar, kjer je telo predstavljenega šamana prekrito z gobami. Earl Lee v svoji knjigi From the Bodies of the Gods: Psychoactive Plants and the Cults of the Dead (2012) pravi, da se ta podoba nanaša na starodavno epizodo, kjer je bil 'gobarski šaman' pokopan, medtem ko je bil popolnoma oblečen, in ko so ga nekaj pozneje odkrili, na oblačilih bi rasle drobne gobe. Earl Lee je menil, da so slike gob v Tassiliju precej realistične.
Po besedah Briana Akersa, pisca za revijo Mushroom, glivasta kamnina v Tassiliju ni podobna predstavitvam Psilocybe hispanica v jamah Selva Pascuala (2015) in se mu ne zdi realistična.

## V popularni kulturi
Tassili je snemalna lokacija in naslov albuma iz leta 2011 tuareške skupine Tinariwen.
Tassili Plain je skladba na albumu Natural Wonders of the World iz leta 1994 v dubu dub skupine Zion Train.

## Galerija
- Skalna umetnost, Saharska cipresa in pokrajina Tassili
- Zelo visoki skalni stebri fotografija, posneta z višine 1000 m
- Anonimna reprodukcija figure gobe Tassili Matalem-Amazar, najdena v Tassiliju.[32]
- Upodobitev plešočega ali sedečega človeka
- Sipine v Tassili n'Ajjer
- Okoliška puščava
- Lokalne ciprese
- Skale in pečine iz peščenjaka
- Ritualna figura ali šaman
- Človeške figure
- Človeške figure
- Človeške figure
- Človeške figure z loki

### Skalne gravure Tin-Taghirta
Najdišče Tin-Taghirt se nahaja v Tassili n'Ajjer med mestoma Dider in Iherir.
- Noj
- Speča antilopa – najdemo jo tudi na hrbtni strani bankovca za 1000 alžirskih dinarjev
- Syncerus antiquus
- Odtisi stopal
- Ljudje